# Friedhof Poggioreale

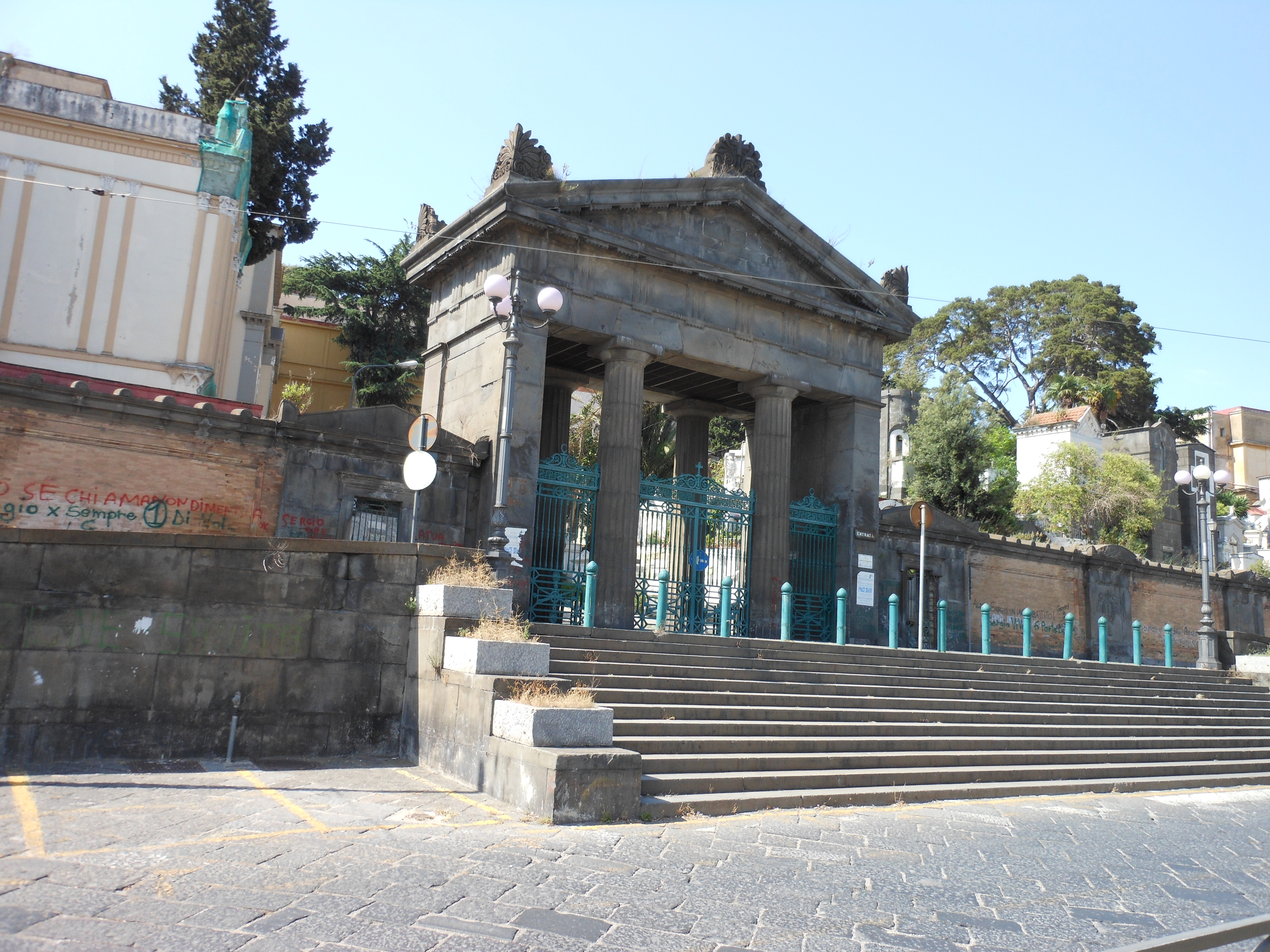
Der Eingang zum Friedhof Poggioreale

Der Friedhof Poggioreale (cimitero di Poggioreale) ist der größte Friedhof in Neapel, Italien. Er befindet sich am Südhang des Hügels von Poggioreale im gleichnamigen Stadtteil.

## Geschichte
Der Friedhof entstand auf dem Gelände des Lustschlosses Poggioreale, das unter Karl II. gebaut und unter Alfons II. im Stil der Renaissance neu errichtet wurde. Bemerkenswert war dessen Gertenanlage, in die das erste Nymphäum nach der Antike eingebaut wurde. Das Schloss verfiel in der zweiten Hälfte des 17. Jahrhunderts. Auf dem Gelände entstand in der zweiten Hälfte des 18. Jahrhunderts der Friedhof. Er wurde im Laufe der Zeit erweitert, so etwa 1836. Diese Erweiterung wurde 1837 offiziell eingeweiht.

## Die Anlage
Mit einer Fläche von 50 ha ist der Friedhof einer der größten Europas. Die südwestliche Ecke des Friedhofs ist für neapolitanische Berühmtheiten reserviert und wird als Quadrilatero degli Uomini illustri (Karree für Berühmtheiten) bezeichnet. Auf dem Gelände befindet sich eine Kirche im neoklassizistischen Stil.

## Bekannte Personen
- Benedetto Croce, Philosoph und Politiker
- Salvatore Di Giacomo, Dichter und Schriftsteller
- Benedetto Cairoli, Politiker
- Luigi Settembrini, Schriftsteller und Politiker
- Francesco De Sanctis, Schriftsteller und Politiker
- Giovanni Amendola, Politiker
- Nicola Antonio Zingarelli, Musiker
- Saverio Mercadante, Musiker
- Luigi Giura, Ingenieur und Architekt
- Sigismund Thalberg, Musiker
- Mario Merola, Musiker und Schauspieler